# Stadtkirche Bad Lauchstädt

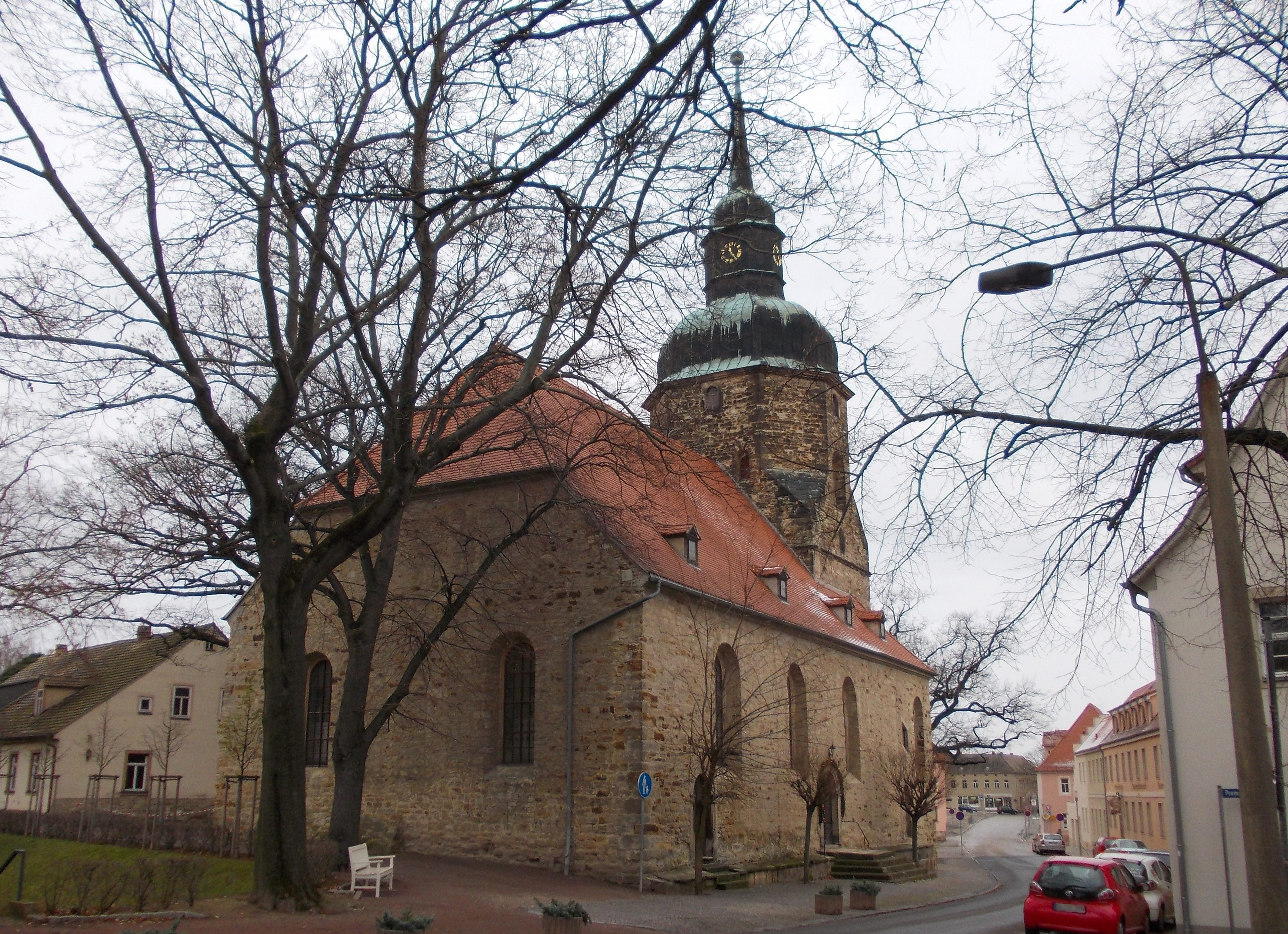
Stadtkirche von Bad Lauchstädt, 2013

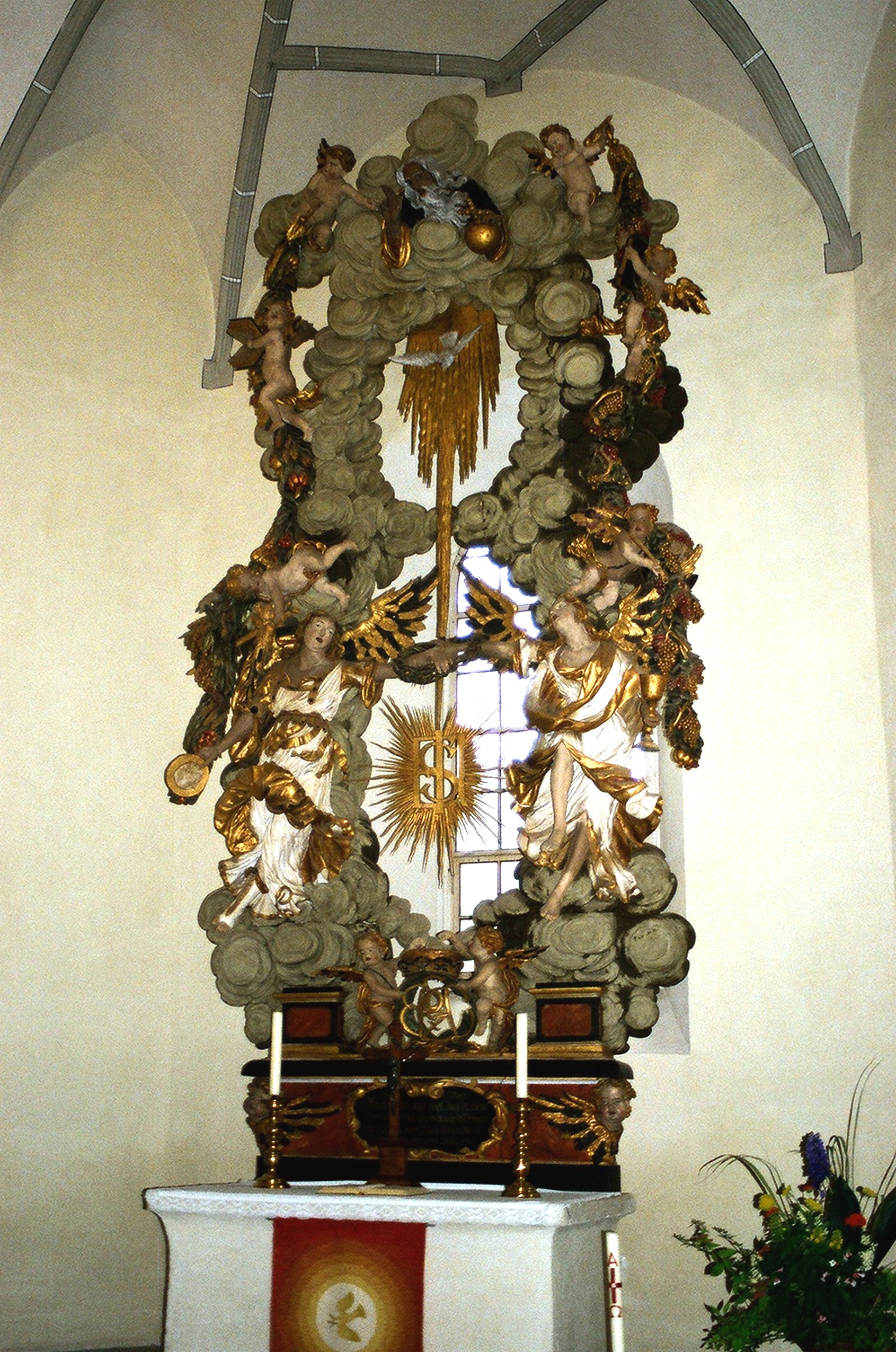
Altar von 1686

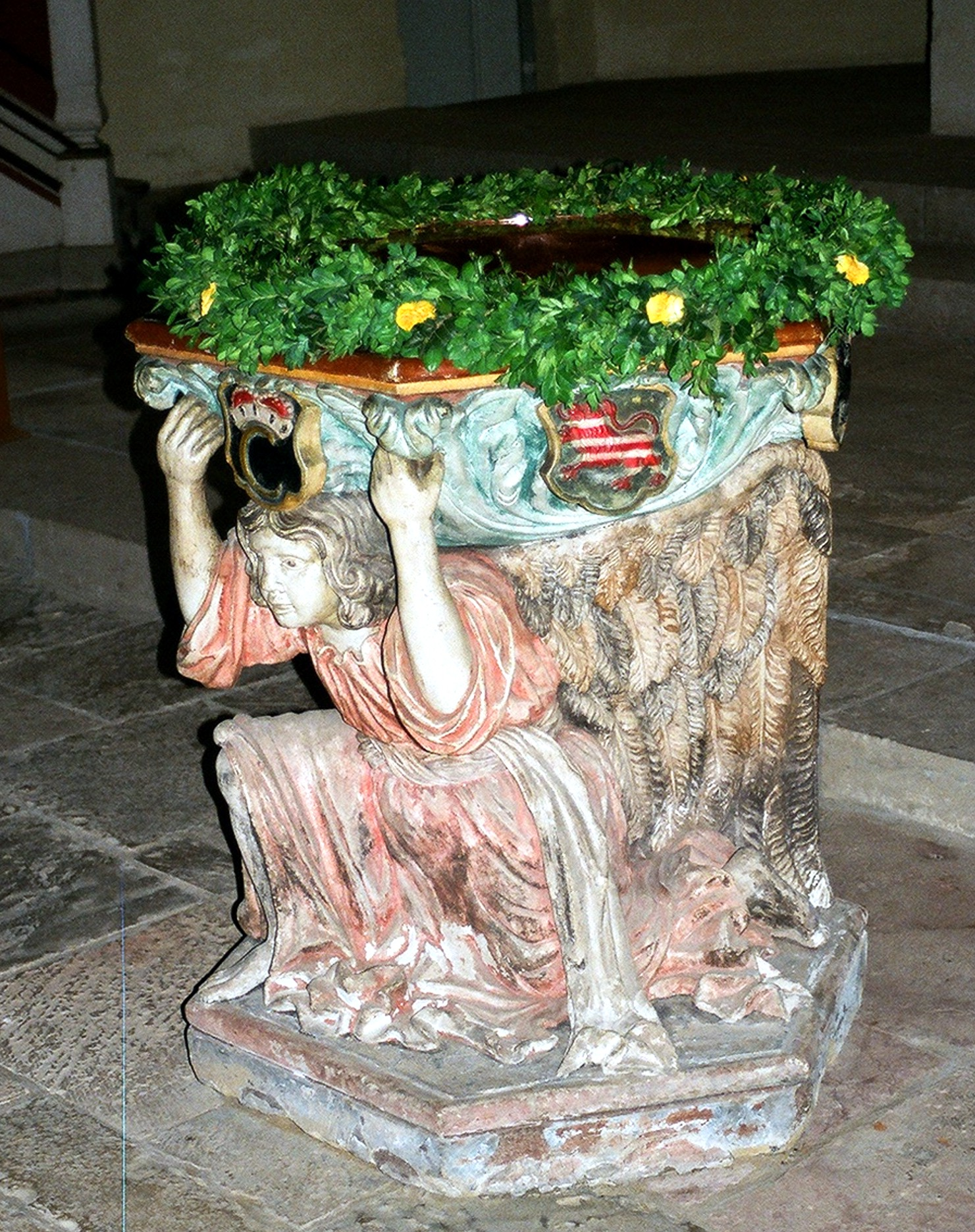
Sandsteintaufe

Die evangelische Stadtkirche ist eine denkmalgeschützte Kirche in der Stadt Bad Lauchstädt in Sachsen-Anhalt. Sie gehört zum gleichnamigen Pfarrbereich des Kirchenkreises Merseburg der Evangelischen Kirche in Mitteldeutschland. Im örtlichen Denkmalverzeichnis ist sie unter der Erfassungsnummer 094 20664 als Baudenkmal verzeichnet.

## Patrozinium
Die Stadtkirche an der Querfurter Straße trägt das Patrozinium St. Fabian, St. Sebastian, St. Valentin, St. Cyriakus und ist damit vier Heiligen geweiht, dem heiligen Fabianus, dem heiligen Sebastian, dem heiligen Valentin und dem heiligen Cyriakus. Wie es zur genauen Anhäufung der Patrone kam, ist nicht zur Gänze geklärt. Zwar gab es in Bad Lauchstädt eine Schlosskirche; diese war aber dem heiligen Bartholomäus und die Kirche im Stadtteil St. Ulrich dem heiligen Ulrich geweiht. Ein Doppelpatrozinium der heiligen Fabian und Sebastian ist eine geläufige Kombination. Bei den heiligen Valentin und Cyriakus geht man davon aus, dass es sich entweder um Tagesheilige der Begründung und der Weihe des Neubaus der Kirche handelt oder dass die Namen von wichtigen Altären stammen.

## Geschichte und Architektur
Es handelt sich um einen, unter Einbeziehung von Resten des mittelalterlichen Vorgängerbaus 1684/1685 errichteten breiten Saalbau mit Ostturm, gestiftet von Herzog Christian II. von Sachsen-Merseburg.
Die ursprüngliche, 1499 geweihte spätgotische Kirche verfügte über zwei Kirchtürme. Diese wurden, genauso wie der Großteil des Kirchenschiffs, im Jahr 1684 abgetragen, da die Kirche im Dreißigjährigen Krieg stark zerstört wurde. Aus den Akten geht hervor, dass das neue Kirchenschiff auf allen vier Seiten von Grund auf neu erbaut wurde.
An den Längsseiten ist jedoch die Einbeziehung von Teilen des Vorgängerbaus ablesbar, darauf verweist an der Südwand ein Inschriftstein mit der Jahreszahl 1618. Die sich nördlich an den Turm anschließende kreuzgratgewölbte Sakristei stammt ebenfalls vom Vorgängerbau. Auch ist der Ostturm im unteren Bereich wahrscheinlich mittelalterlich. Im oberen Teil ist er achteckig und mit einer Schieferhaube von 1685 versehen. Bei einer späteren Sanierung der Turmhaube im Jahr 1851 oder 1852 kürzte man diese, so dass der Turm heute 56 Meter hoch ist.
Der Eingang zur ehemaligen Patronatsloge, südlich neben dem Turm gelegen, stammt aus dem Jahr 1738.

## Ausstattung
Der Kirchensaal verfügt über eine Hufeisenempore und Flachdecke. Der an den östlichen Ecken abgeschrägte Chorraum ist zum Schiff in einem hohen Rundbogen geöffnet.
Im Innern hat sich eine zum Teil wertvolle, vom Herzog  Christian II. gestiftete Ausstattung erhalten.
Insbesondere der  Altaraufsatz aus dem Jahr 1686 ist ein hervorragendes Schnitzwerk des mitteldeutschen Frühbarock; er wird Heinrich Schau aus Zeitz zugeschrieben. Er besteht  aus zwei übereinanderliegenden Wolkenovalen; darin oben Gottvater und die Taube des Heiligen Geistes, unten das Monogramm Jesu und die Dornenkrone. Der Aufsatz wird vervollständigt durch zwei lebensgroße Sakramentsengel sowie Putti mit Ähren, Trauben und Früchten. Die Putti halten die Initialen des herzoglichen Stifterpaares.
Ebenfalls aus diesem Zeitraum stammen die Sandsteintaufe in Form eines knienden, die sechseckige Schale tragenden Engels mit Wappen des Herzogs, eine hölzerne Kanzel sowie ein steinerner Opferstock.
In der Kirche sind mehrere Grabsteine aus dem 16. bis 18. Jahrhundert aufgestellt, darunter der figürliche  Grabstein eines 1588 verstorbenen Pfarrers. Der Stein des 1702 verstorbenen Christian Zehme wurde wahrscheinlich von Michael Hoppenhaupt gefertigt.

### Chwatal-Orgel

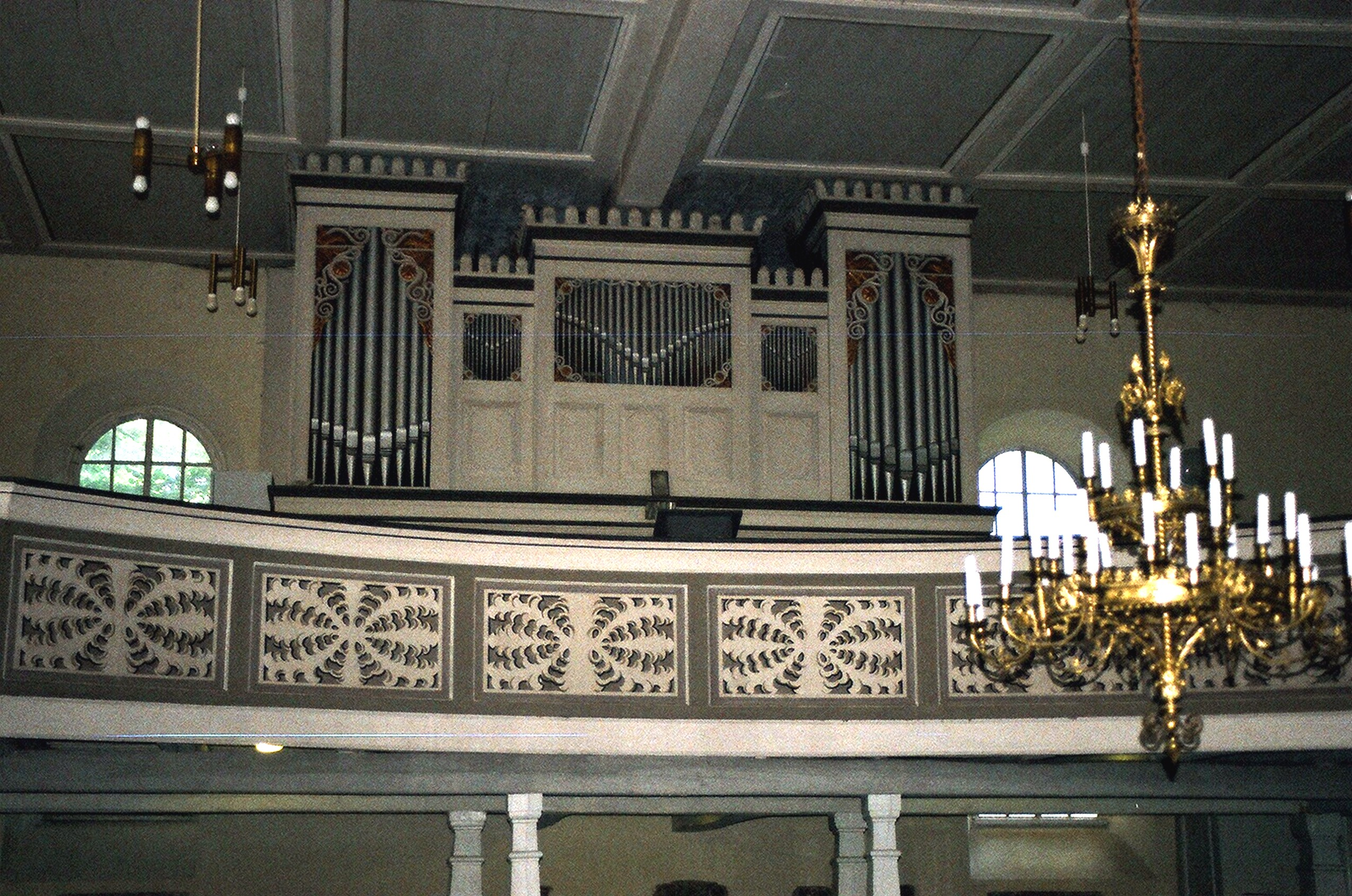
Chwatal-Orgel in der Stadtkirche Bad Lauchstädt, 2009

Die wohl einzige erhaltene Orgel von Carl Joseph Chwatal in Mitteldeutschland ist in der Stadtkirche Bad Lauchstädt zuhause. Die Orgel mit 2 Manualen, Pedal und 18 Registern entstand im Jahr 1829 und ist in ihrem äußeren Erscheinungsbild klassizistisch geprägt. Ihre jahrelange Restaurierung wurde im Dezember 2013 abgeschlossen.